# Turbonilla magroi
Turbonilla magroi is een slakkensoort uit de familie van de Pyramidellidae. De wetenschappelijke naam van de soort is voor het eerst geldig gepubliceerd in 2010 door Peñas & Rolán.